# Amazar
L'Amazar (in russo Амаза́р?) è un fiume dell'Estremo Oriente russo, affluente di sinistra dell'Amur. Scorre nel Mogočinskij rajon del Territorio della Transbajkalia.

## Descrizione
Il fiume ha origine dalla confluenza dei fiumi Bol'šoj Amazar e Malyj Amazar che scendono dalla parte sud-est dei monti Olëkminskij Stanovik, una catena montuosa nella parte orientale della Transbajkalia, nel bacino dei fiumi Olëkma e Nerča. Scorre lungo le pendici settentrionali della catena dell'Amazar (Амазарский хребет) per sfociare nell'Amur a 2 780 km dalla foce, solo 44 km a valle dalla confluenza dello Šilka con l'Argun'. La lunghezza del fiume è di 290 km, l'area del bacino è di 11 100 km².
La portata media del fiume nel villaggio di Amazar è di 31,7 m³/s. Ci sono 104 laghi nel suo bacino per una superficie totale di 2,55 km². Il fiume gela da ottobre sino a fine aprile - inizio maggio (si congela del tutto in alcuni punti per 3-5 mesi). La maggior parte degli affluenti confluiscono nel fiume da sinistra: Mogoča, Bol'šaja Čičatka e Uteni. L'Amazar ha il maggior numero di salmoni della Transbajkalia.
Lungo il fiume si trovano la città di Mogoča, il villaggio di Amazar e le località di Razdol'naja, Taptugary e Semiozërnyj. La ferrovia Transiberiana corre lungo la valle.